# Beschleunigtes Bezugssystem

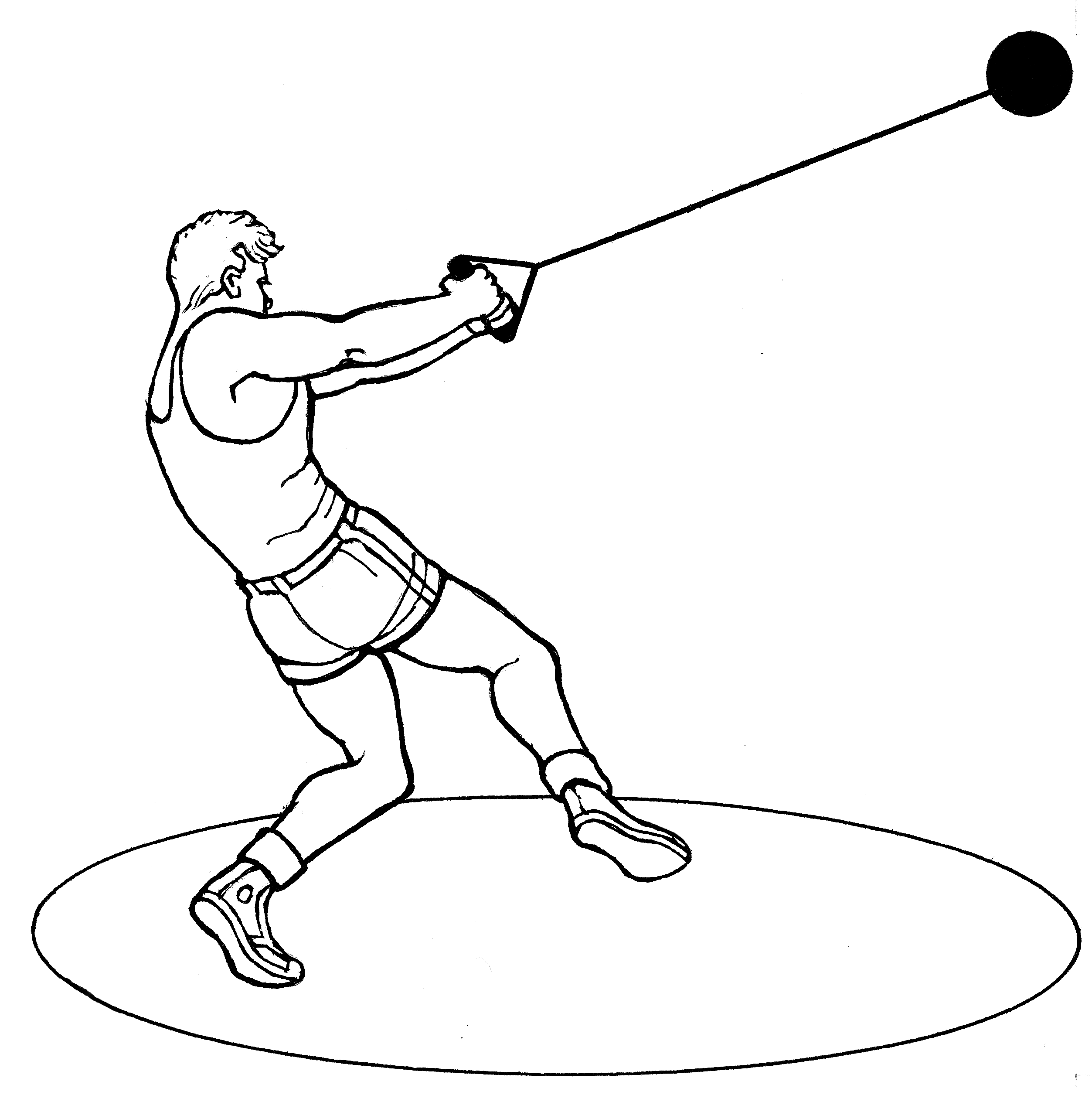
Der Hammerwerfer repräsentiert ein rotierendes Bezugssystem. Um die Kugel in Bezug auf seinen Körper an der gleichen Stelle zu halten, muss er auf sie eine Zentripetalkraft einwirken lassen, weil die zum rotierenden Bezugssystem gehörende Zentrifugalkraft die Kugel sonst wegtragen würde.

Beschleunigte Bezugssysteme sind alle Bezugssysteme, die sich gegenüber einem Inertialsystem in beschleunigter Bewegung befinden. Dabei kann es sich um eine beschleunigte Translationsbewegung und/oder um eine Rotationsbewegung handeln. Ein beschleunigtes Bezugssystem ist in der Regel kein Inertialsystem.
Obwohl in beschleunigten Bezugssystemen die physikalischen Gesetze im Allgemeinen komplizierter aussehen (in der Mechanik müssen z. B. bei der Aufstellung von Bewegungsgleichungen Trägheitskräfte berücksichtigt werden), können diese Bezugssysteme in manchen Fällen die Lösung eines Problems vereinfachen. Das kann der Fall sein, wenn das Bezugssystem so gewählt wird, dass die Bewegungen relativ dazu einfach werden:
- Rotierende Kreis- oder Spiralbewegungen um ein gemeinsames Zentrum lassen sich z. B. oft gut beschreiben, wenn das Bezugssystem um das Zentrum gleichförmig rotiert: Der kreiselnde bzw. spiralende Körper ruht dann darin oder bewegt sich entlang einer Geraden.
- Das Foucaultsche Pendel wird meist in einem Bezugssystem berechnet, das die Erddrehung mitvollführt. Ebenso die Berechnungen für die Vorgänge in Atmosphäre und Ozeanen, auf denen die Vorhersage des Wetters und der Klimaentwicklung aufbauen.
- Relativbewegungen in einem Fahrzeug, z. B. die der Räder, werden in einem fahrzeugfesten System beschrieben.
- In einem Bezugssystem, das in einem homogenen Schwerkraftfeld dem freien Fall folgt, wird die Schwerkraft durch die Trägheitskraft exakt ausgeglichen. Dies ist ein Beispiel für ein beschleunigtes Bezugssystem, das ein Inertialsystem ist.

In der Klassischen Mechanik sind Zeitintervalle und räumliche Abstände unabhängig vom gewählten Bezugssystem. Die Umrechnung der wahrgenommenen physikalischen Größen beim Übergang zu einem anderen Bezugssystem wird dort durch die Euklidische Transformation bewerkstelligt.

## Kinematik

Inertialsystem K und beschleunigtes Koordinatensystem K'.

### Zeitableitungen in einem ruhenden und einem bewegten Koordinatensystem
Betrachtet wird ein Punkt P im physikalischen Raum,:282 siehe Bild. In einem Inertialsystem K ist er durch einen Ortsvektor {\displaystyle {\vec {r}}} definiert, der mit drei Basisvektoren {\displaystyle {\vec {e}}_{i}} ( {\displaystyle i=1,2,3} für die x-, y- und z-Richtung) und drei Koordinaten {\displaystyle x_{i}} darstellbar ist:
{\displaystyle {\vec {r}}\,=\,\sum _{i}x_{i}\,{\vec {e}}_{i}}
Ist der Punkt beweglich, hängen die Koordinaten {\displaystyle x_{i}(t)} von der Zeit ab. Die Zeitableitung des Ortsvektors ist
{\displaystyle {\frac {\mathrm {d} {\vec {r}}}{\mathrm {d} t}}\,=\,\sum _{i}{\frac {\mathrm {d} x_{i}}{\mathrm {d} t}}{\vec {e}}_{i}}
Sie gibt die Geschwindigkeit an, mit der sich der Punkt P relativ zum Bezugssystem K bewegt.
Sei K’ ein anderes Bezugssystem, das sich relativ zu K bewegt. In {\displaystyle {\vec {R}}(t)} liegt der Koordinatenursprung von K’ und seine Basisvektoren sind {\displaystyle {\vec {e}}'_{i}(t)}. Der Ortsvektor des Punktes P in K' sei {\displaystyle {\vec {r}}\,'}. Damit die Vektoren {\displaystyle {\vec {r}}} und {\displaystyle {\vec {r}}\,'} denselben physikalischen Ort im Raum definieren, muss gelten:
{\displaystyle {\vec {r}}\,=\,{\vec {R}}+{\vec {r}}\,'}.
Im Fall {\displaystyle {\vec {R}}={\vec {0}}} sind also die Vektoren gleich ({\displaystyle {\vec {r}}={\vec {r}}\,'}), aber ihre Komponenten bezüglich K bzw. K’ im Allgemeinen nicht, weil K und K’ zueinander verdreht sein können. Die Komponentendarstellung von {\displaystyle {\vec {r}}\,'} in Bezug auf K’ ist
{\displaystyle {\vec {r}}'\,=\,\sum _{i}x_{i}'\,{\vec {e}}_{i}'}.
und seine zeitliche Ableitung relativ zum bewegten System K’ lautet
{\displaystyle {\frac {\mathrm {d} '{\vec {r}}'}{\mathrm {d} t}}\,=\,\sum _{i}{\frac {\mathrm {d} x_{i}'}{\mathrm {d} t}}{\vec {e}}_{i}'}
Dabei bedeutet der Strich im Symbol {\displaystyle \mathrm {d} '} für die Differentiation eines Vektors {\displaystyle {\vec {r}}'(t)}, dass die Koordinaten {\displaystyle x_{i}'(t)} abgeleitet werden sollen, die er im Bezugssystem K’ hat, damit die Ableitung eine Größe bezeichnet, wie sie dort beobachtet werden kann.
Um die Geschwindigkeiten des Punktes P, wie sie in K bzw. in K’ beobachtet werden, zueinander in Beziehung zu setzen, muss die Bewegung von K’ in Bezug auf K beschrieben werden. Diese Bewegung ist wie bei einem starren Körper in jedem Moment die Kombination einer Translationsbewegung und einer Rotationsbewegung. Die Translationsbewegung ist durch die Geschwindigkeit gegeben, mit der der Ursprung {\displaystyle {\vec {R}}(t)} sich in K bewegt:
{\displaystyle {\vec {v}}_{\text{trans}}(t)\,=\,{\frac {\mathrm {d} {\vec {R}}}{\mathrm {d} t}}}.
Aufgrund der Translationsbewegung bewegen sich alle Punkte mit konstantem Ortsvektor {\displaystyle {\vec {r}}\,'} in K parallel, also bleiben auch die Basisvektoren {\displaystyle {\vec {e}}'_{i}} zeitlich konstant. Bei vorhandener Rotationsbewegung ändern diese sich aber. Die Rotationsbewegung von K’ wird in K mit der vektoriellen Winkelgeschwindigkeit {\displaystyle {\vec {\omega }}(t)} beschrieben. Die Basisvektoren von K’ in K ändern sich unabhängig vom Ort der Drehachse mit der Geschwindigkeit (siehe Winkelgeschwindigkeit Abschnitte Bahngeschwindigkeit und Eindeutigkeit):
{\displaystyle {\frac {\mathrm {d} {\vec {e}}'_{i}}{\mathrm {d} t}}\,=\,{\vec {\omega }}\times {\vec {e}}'_{i}}
Damit kann die Zeitableitung des Vektors {\displaystyle {\vec {r}}'(t)}, wie sie im Bezugssystem K erscheint, berechnet werden. Nach der Produktregel ist
{\displaystyle {\frac {\mathrm {d} {\vec {r}}\,'}{\mathrm {d} t}}\,=\,\sum _{i}{\frac {\mathrm {d} x'_{i}}{\mathrm {d} t}}{\vec {e}}'_{i}+\sum _{i}x'_{i}{\frac {\mathrm {d} {\vec {e}}'_{i}}{\mathrm {d} t}}}.
Nach den obigen Formeln ist das dasselbe wie
{\displaystyle {\frac {\mathrm {d} {\vec {r}}\,'}{\mathrm {d} t}}\,=\,{\frac {\mathrm {d} '{\vec {r}}\,'}{\mathrm {d} t}}\,+\,\sum _{i}x'_{i}\,({\vec {\omega }}\times {\vec {e}}'_{i})\,=\,{\frac {\mathrm {d} '{\vec {r}}\,'}{\mathrm {d} t}}+{\vec {\omega }}\times {\vec {r}}\,'}.
Diese Formel wird oft zu einer Operatorgleichung abgekürzt wiedergegeben als
{\displaystyle {\frac {\mathrm {d} \bullet }{\mathrm {d} t}}={\frac {\mathrm {d} '\bullet }{\mathrm {d} t}}+{\vec {\omega }}\times \bullet }.
Angewendet auf einen beliebigen Vektor (einzusetzen bei {\displaystyle \bullet }), liefert sie den Zusammenhang zwischen seinen Änderungsgeschwindigkeiten, wie sie in K (linke Seite der Gleichung) bzw. in K’ (erster Term der rechten Seite) erscheinen.

### Transformation der Geschwindigkeit
Im Folgenden werden, in Anlehnung an die Technische Mechanik, die im Bezugssystem K beobachteten Größen als Absolutgeschwindigkeit bzw. Absolutbeschleunigung bezeichnet, was statthaft ist, weil K ein Inertialsystem ist, und die auf K’ bezogenen Größen werden als Relativgeschwindigkeit bzw. Relativbeschleunigung bezeichnet.
Die Absolutgeschwindigkeit {\displaystyle {\vec {v}}} des Punktes ist
{\displaystyle {\vec {v}}\,=\,{\frac {\mathrm {d} {\vec {r}}}{\mathrm {d} t}}\,=\,\sum _{i}{\frac {\mathrm {d} x_{i}}{\mathrm {d} t}}{\vec {e}}_{i}\left(\,=\,\sum _{i}{\dot {x}}_{i}{\vec {e}}_{i}\right)}
Die Relativgeschwindigkeit {\displaystyle {\vec {v}}'} des Punktes berechnet sich analog:
{\displaystyle {\vec {v}}'\,=\,{\frac {\mathrm {d} '{\vec {r}}'}{\mathrm {d} t}}\,=\,\sum _{i}{\frac {\mathrm {d} x_{i}'}{\mathrm {d} t}}{\vec {e}}_{i}'}
Wegen {\displaystyle {\vec {r}}\,=\,{\vec {R}}+{\vec {r}}\,'} folgt für die Absolutgeschwindigkeit {\displaystyle {\vec {v}}}:
{\displaystyle {\vec {v}}\,\,=\,\,{\frac {\mathrm {d} }{\mathrm {d} t}}({\vec {R}}+{\vec {r}}')\,=\,{\frac {\mathrm {d} {\vec {R}}}{\mathrm {d} t}}\,+\,{\frac {\mathrm {d} '{\vec {r}}'}{\mathrm {d} t}}\,+\,{\vec {\omega }}\times {\vec {r}}'\,=\,{\vec {v}}_{\text{trans}}\,+\,{\vec {\omega }}\times {\vec {r}}'\,+\,{\vec {v}}\,'}.
Der Anteil ({\displaystyle {\vec {v}}_{\text{trans}}+{\vec {\omega }}\times {\vec {r}}'}) der Absolutgeschwindigkeit wird als Führungsgeschwindigkeit bezeichnet; sie enthält alle Anteile der Geschwindigkeit, die sich ohne Berücksichtigung einer Relativbewegung im Bezugssystem K’ ermitteln lassen: Alle Punkte, die im Bezugssystem K’ ruhen, bewegen sich im Bezugssystem K mit der Führungsgeschwindigkeit. Falls sie in K’ nicht ruhen, ist ihre Geschwindigkeit die Summe aus Führungsgeschwindigkeit und Relativgeschwindigkeit {\displaystyle {\vec {v}}\,'}.

### Transformation der Beschleunigung
Die zeitliche Ableitung der Formel für die Geschwindigkeit des Punktes P in K ergibt die Absolutbeschleunigung, ausgedrückt durch die in K’ beobachtbaren Größen {\displaystyle {\vec {r}}'} und {\displaystyle {\vec {v}}'} und {\displaystyle {\vec {a}}'}:
{\displaystyle {\frac {\mathrm {d} {\vec {v}}}{\mathrm {d} t}}\,=\,{\frac {\mathrm {d} }{\mathrm {d} t}}\left({\vec {v}}_{\text{trans}}\,+\,{\vec {\omega }}\times {\vec {r}}'\,+\,{\vec {v}}'\right)\,=\,\underbrace {\frac {\mathrm {d} {\vec {v}}_{\text{trans}}}{\mathrm {d} t}} _{{\vec {a}}_{\text{trans}}}\,+\,\underbrace {\left({\frac {\mathrm {d} {\vec {\omega }}}{\mathrm {d} t}}\right)} _{\dot {\vec {\omega }}}\times {\vec {r}}'\,+\,{\vec {\omega }}\times \underbrace {\left({\frac {\mathrm {d} {\vec {r}}\,'}{\mathrm {d} t}}\right)} _{{\vec {v}}\,'+\,{\vec {\omega }}\times {\vec {r}}\,'}\,+\,\underbrace {\frac {\mathrm {d} {\vec {v}}'}{\mathrm {d} t}} _{{\vec {a}}\,'+\,{\vec {\omega }}\times {\vec {v}}\,'}}
Dabei muss die obige Operatorgleichung je einmal auf {\displaystyle {\vec {r}}'} und {\displaystyle {\vec {v}}'} angewendet werden. Die Größen nach den vorstehenden Formeln eingesetzt ergeben etwas umgeordnet:
{\displaystyle {\begin{aligned}{\vec {a}}\,=&\,{\vec {a}}_{\text{trans}}\,+\,{\dot {\vec {\omega }}}\times {\vec {r}}'\,+{\vec {\omega }}\times ({\vec {\omega }}\times {\vec {r}}\,')\,+2\,{\vec {\omega }}\times {\vec {v}}\,'\,+\,{\vec {a}}'\\{\vec {a}}'\,=&\,{\vec {a}}\,-\,{\vec {a}}_{\text{trans}}\,-\,{\dot {\vec {\omega }}}\times {\vec {r}}'\,-\,{\vec {\omega }}\times ({\vec {\omega }}\times {\vec {r}}\,')\,-\,2\,{\vec {\omega }}\times {\vec {v}}'\end{aligned}}}
Die Beschleunigungen {\displaystyle {\vec {a}}} und {\displaystyle {\vec {a}}'}, in K bzw. K’ unterscheiden sich also nicht nur um die translatorische Beschleunigung {\displaystyle {\vec {a}}_{\text{trans}}} des Systems K’ relativ zu K. Verglichen mit {\displaystyle {\vec {a}}}, enthält {\displaystyle {\vec {a}}'} vier zusätzliche Summanden:
|                                                     | {\displaystyle \quad -{\vec {a}}_{\text{trans}}}                                  |  | translatorische Beschleunigung in K’ |
| {\displaystyle {\vec {a}}_{\text{Euler}}\quad }     | {\displaystyle =\,-{\dot {\vec {\omega }}}\times {\vec {r}}'}                     |  | Eulerbeschleunigung in K’            |
| {\displaystyle {\vec {a}}_{\mathrm {Zentrifugal} }} | {\displaystyle =\,-{\vec {\omega }}\times ({\vec {\omega }}\times {\vec {r}}\,')} |  | Zentrifugalbeschleunigung in K’      |
| {\displaystyle {\vec {a}}_{\mathrm {Coriolis} }}    | {\displaystyle =\,-2\,{\vec {\omega }}\times {\vec {v}}\,'}                       |  | Coriolisbeschleunigung in K’         |
(Anmerkung: {\displaystyle {\vec {a}}_{\mathrm {Euler} }} und {\displaystyle {\vec {a}}_{\mathrm {Coriolis} }} werden in der Technischen Mechanik meist mit dem umgekehrten Vorzeichen definiert.:279:505)
Die Beschleunigung im Inertialsystem ist in dieser Definition die Summe aus Führungsbeschleunigung
{\displaystyle {\vec {a}}_{F}\,=\,{\vec {a}}_{\text{trans}}\,+\,{\dot {\vec {\omega }}}\times {\vec {r}}'\,+\,{\vec {\omega }}\times ({\vec {\omega }}\times {\vec {r}}\,')},
Coriolisbeschleunigung {\displaystyle {\vec {a}}_{\text{Coriolis}}} und Relativbeschleunigung {\displaystyle {\vec {a}}'}, wobei die Führungsbeschleunigung derjenige Beschleunigungsanteil ist, der ohne Berücksichtigung einer Relativbewegung im Bezugssystem K’ ermittelt werden kann:
{\displaystyle {\vec {a}}={\vec {a}}_{F}+{\vec {a}}_{\text{Coriolis}}+{\vec {a}}'}
Am Ergebnis ist zu sehen: Wenn ein Punkt in einem Bezugssystem beispielsweise ruht oder sich geradlinig gleichförmig bewegt, hat er im Allgemeinen in einem bewegten anderen Bezugssystem nicht nur eine andere Geschwindigkeit, sondern auch eine andere Beschleunigung. Die Unterschiede der beobachteten Beschleunigungen werden in nicht-Inertialsystemen K’ als Wirkung von Trägheitskräften aufgefasst, siehe dort.